# 头位
头位（英語：Pole position，常縮寫為PP），又称杆位，是指赛车运动的比赛中车手以第一的位置发车（一般是在场地赛中）。决定排位的顺序和是否获得头位一般有两种方法：根据比赛前的排位赛成绩决定；或是直接根据上一场比赛的成绩决定。在最新引入的冲刺排位赛赛制中，周日正赛的杆位由周六的冲刺排位赛决定，同时排位前三名的车手会获得额外的积分；冲刺排位赛的发车顺序则由周五举行的一场额外的排位赛决定。